# 2000年科技
2000年科學技術領域所發生的一些重要事件。

## 天文學與太空探索

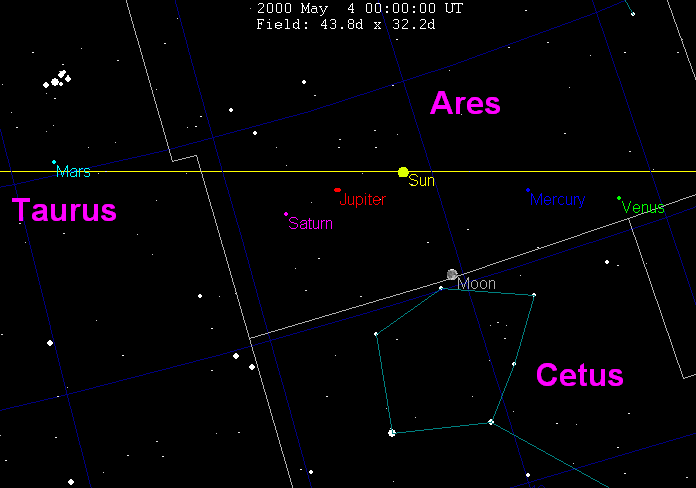
2000年5月4日，行星與月亮和太陽的合相

- 5月4日：新月發生罕見的兩星漸近，包括從遠古時代到1781年發現天王星之前已知的所有七個傳統天體；這種連接由太陽和月球，水星，金星，火星，木星和土星組成。
- 8月10日：M–sigma關係（英语：M–sigma relation）在天文物理期刊上發表。

## 生物學
- 6月26日：美國總統柯林頓和英國首相布萊爾共同宣布了人類基因組計畫“初步草圖”。 [1]

- 12月14日：開花植物擬南芥的全基因组序列在《自然》期刊上發表。
- 十年海洋生物普查（英语：Census_of_Marine_Life）開始啟動。 [2]

## 電腦科學
- 3月4日：索尼電腦娱乐在日本發布了第六代家用電視遊樂器-PlayStation 2。
- 3月14日：斯蒂芬·金（ Stephen King ）的恐怖作品《驚魂子彈飛車》 （ Riding the Bullet ）僅以電子書形式出版，這是世界上第一本以普羅大眾為市場的電子書。
- 9月：早期的MP3播放器制造商i2Go推出了第一个可在PC和攜帶式設備之間挑選、自動下載和儲存串流音訊内容的系统（Podcast的起源）。 [3] [4]

## 地球科學
- 3月：B-15冰山 ，表面積為11,000 km 2 （4,200平方英里），是來自南极洲罗斯冰架的冰山崩解。
- 4月：在墨西哥奈卡礦坑（英语：Naica Mine）發現水晶體洞穴。

## 醫學
- 1月：道格拉斯·哈纳漢（ Douglas Hanahan）和罗伯特·温伯格（ Robert Weinberg）出版了《癌症的印记（英语：The Hallmarks of Cancer）》。 [5]
- 1月31日：英國醫生哈罗德·希普曼由於藉由注射大量嗎啡殺害年邁患者，被英國法庭判處終生監禁；實際上，他被認定至少殺害了215人 [6]

## 古生物學
- 已知最古老與人類有關的人族祖先原人屬（或稱千年人屬）圖根原人（Orrorin tugenensis）化石在肯雅的圖根山區首次被發現。

## 獲獎情況
- 諾貝爾獎
  - 物理：若雷斯·阿尔费罗夫（俄国）, 赫伯特·克勒默（德国）, 傑克·基尔比（美国）
  - 化学：艾伦·黑格（美國）, 艾伦·麦克德尔米德（美國及紐西蘭）,白川英樹（日本）
  - 生理和医学：阿尔维德·卡尔森（瑞典）, 保羅·格林加德（美國）, 埃里克·坎德爾（美國）
  - 文学：高行健（法國）(華裔)
  - 和平：金大中（南韓）
  - 经济：詹姆斯·赫克曼（美國）, 丹尼尔·麦克法登（美國）
- 圖靈獎：姚期智
- 沃拉斯顿奖章：威廉·賽夫頓·費夫